# 李宴芳
李宴芳（1910年1月10日—1985年6月6日），字俊賢，法名達明，諢名「拿掉五分」或「A那美露」等，是一位出身臺灣苗栗銅鑼的藝術教育家。他曾在新竹中學長年擔任美術教師（1948－1970），並於退休後投入於佛學研究。

## 生平
1910年，李宴芳出生於日治臺灣新竹廳苗栗支廳苗栗一堡銅鑼灣庄。1923年，他在畢業於銅鑼公學校（今苗栗縣銅鑼國民小學前身）後考入臺灣總督府臺北師範學校就讀，並於1929年畢業於該校演習科。隨後，他先後在苗栗第一公學校（今苗栗縣苗栗市建功國民小學前身）、大湖公學校（今苗栗縣大湖國民小學前身）、後龍公學校、富士公學校／銅鑼國校等處擔任教員、教頭、及銅鑼國校（1945-6）四湖國校（1946-7）任校長職位。
戰後，1947他辭去四湖國校校長職位，並應聘為私立建台中學美術及算術教師。1948年8月，他轉任臺灣省立新竹中學美術教師，並於後來兼任該校訓育組長，直至1970年自願退休為止。 
妻沈招弟妹，新竹高女畢業，婚後生三子六女，長子彥慧臺大醫學士及美加州大學UCLA藥理博士，精消化藥理／血液／癌科，次子彥毅基隆海專／海洋學院航運管理學士，任職日商兼松江商羊毛部，三子宗潢中正理工學院機械學士，於中山科學院主理國防科技計劃。
晚年，他潛心鑽研佛法，並譜撰佛化歌曲，又將《釋迦牟尼畫傳》全部上色且製成幻燈片，攜至各地放映弘法。1976年，他同淨海法師、呂繩安將《佛陀畫傳》在美國出版。1973年春，他與同好捐款興建佛教無量壽圖書館，並親自擔任舘長。

## 受影響於
- 石川欽一郎[2]

## 藝術風格
- 他的水彩畫完全採用不透明畫法，其各色顏料皆滲用白色顏料調色。
- 其畫風濃厚鮮麗。
- 其寫生作品必按照實景繪製。[2]

## 教育觀點
- 他認為美術教育的目的並非在於訓練每一位學生成為畫家，而是在於培養學生獲得文化藝術氣質，以使其練習出審美能力。
- 為培養學生的觀察力及創作力，他嚴格禁止學生模仿或臨摹他人作品。
- 他在評審學生作品時一律依照「構圖」、「線條」、「顏色」、「明暗」等項目考察。
- 他嚴格要求學生於畫架擺置、汲水倒水、圖釘數量位置、課後收拾等事項，若有違反則以「拿掉五分」作懲罰。
- 若遇學生觸犯辛志平校長時期「考試作弊、打架、偷竊者一律退學」的規定時，他會好言相勸並私下另行處罰。
- 他在每年新竹縣運動會舉辦時總是盡情奔放的編唱歌曲，以期激發學生的精神。[2]

## 主要作品
【註】
李宴芳主要參展入選及受邀作品
【日治時代】
- 1秋之大湖 -新竹州學校美術展覽會（新竹） 1929

- 2真夏之面影-臺灣水彩畫會展（臺北）1928

- 3郊外-臺灣美術展覽會（臺北）1937

- 4南國之夏-日本文部省大潮會展（東京）1939

- 5春之臺灣-同上 1940

- 6臺灣之農村-同上 1941

- 7古刹春光-同上 1942

- 8秋光-臺灣總督府展第一回（臺北）1938

- 9午後之裏街-臺灣總督府展第二回（臺北）1939

【戰後】
- 10池邊秋色-臺灣全省美展（臺北）1948

- 11斜陽-同上 1949

- 12晴日-同上 1950

- 13小鎮-台北市第9屆美展（臺北）1981

- 14曉/田園春色/左營春秋閣-中國水彩畫展（臺北）1965

- 15青草湖畔秋色濃/礁溪瀑布-同上 1966

- 16城隍廟-日本水彩連盟展（東京）1959

- 17新竹東山風景-同上 1962

- 18小鎮-同上 1964

- 19初春-同上 1965

- 20野柳風光-臺灣全省美展（臺北）1966

- 21曉春-中日聯合水彩畫展（東京）1964

- 22風景-全國水彩畫家作品特展（臺北）1967

- 23鵝鑾鼻-中華民國千人美展（臺南）1982

- 24豐收-七十年文藝季當代美術家作品聯展（新竹）1982

- 25臺灣橫貫公路-天祥-美國費城中華文化經濟展覽會（費城）1972

- 26風景-省立臺北師專慶祝創校八十及新制十五週年校慶教師暨校友書畫大展（臺北）1976

- 27曉秋-華岡博物館美展（臺北）1973

- 28芝城春光-北二師芳蘭美展（臺北）1975

- 29風景-金門縣現代名畫家作品集展（金門）1966

榮譽榜：
- 1932.11.26 臺灣水彩畫會賞

- 1932.11.26  日本嘠利巴呀賞

- 1940.12.8 南洲書畫協會 全國書畫大展覽會 銀賞

- 1972.4.24 國立臺灣藝術館榮譽紀念狀

## 榮譽
- 大潮展入選
- 臺灣美術展覽會入選
- 臺灣總督府美術展覽會入選
- 新竹州特選入選
- 水彩畫會賞
- 台灣水彩畫展第六屆特選第一
- 台灣省全省美術展覽會入選[2]

## 軼事
- 因為戰後早期部份學生沒有經濟能力購得調色板，他於是要求其尋找木板並塗上琺瑯（英語：enamel）代替調色板使用，並因其日式英語發音被學生取以「A那美露」綽號。[2]